# Stefan Brykt
Matts Stefan Brykt (nascido em 14 de julho de 1964) é um ex-ciclista sueco que competia em provas de estrada.

## Los Angeles 1984
Brykt competiu como representante de seu país, Suécia, na prova de estrada individual nos Jogos Olímpicos de Verão de 1984 em Los Angeles, terminando na trigésima segunda posição.